# Naturvidenskab
Naturvidenskab er en samlende betegnelse for de videnskaber der har naturen som sit genstandsfelt og forskningsområde. På universiteterne hører fagene astronomi, biologi, fysik, geografi, geologi, kemi, matematik og datalogi ind under det naturvidenskabelige fakultet.
Medicin har sit helt eget fakultet, selv om studiet af menneskekroppen kan opfattes som en (højt specialiseret) underdisciplin af biologien. I nutiden vokser tværfaglige naturvidenskabelige discipliner som f.eks. nanoteknologi og astrobiologi frem. Alle fakulteter ved universitetet, også teologi, erkender naturvidenskabens resultater og bruger indimellem den naturvidenskabelige metode til at sandsynliggøre udsagn inden for deres felt.
Der er ofte et nært samspil mellem naturvidenskabelige erkendelser og teknologisk udvikling. Til tider har praktiske udfordringer også drevet naturvidenskaben fremad. Det gælder f.eks. konstruktionen af kraftvarmemaskiner under industrialiseringen i 1700-tallets England, som ledte til en øget forståelse af termodynamikken, herunder begreberne effekt, energi, tryk og entropi. Andre gange har naturvidenskabelig erkendelse medført etableringen af nye erhvervsgrene. Det gælder f.eks. opdagelsen af DNA-molekylet der via molekylærbiologien ligger til grund for bioteknologien.
Selv om den moderne naturvidenskabsmand eller -kvinde er nødt til at være højt specialiseret for at kunne gøre sig forhåbning om at producere ny viden, kan man fortsat tale om et samlet naturvidenskabeligt verdensbillede, og nogle har sågår forsøgt at opstille en kanon over de væsentligste naturvidenskabelige teorier og opdagelser gennem tiderne.

## Naturvidenskabens historie
Naturvidenskabelig tankevirksomhed er antagelig lige så gammel som menneskeheden. Agerbrugerne i de gamle flodkulturer var afhængige af en pålidelig kalender og blev således tvunget til at studere nattehimlen.
Skriftlige vidnesbyrd om naturvidenskabelig aktivitet foreligger fra antikken, hvor blandt andre Arkimedes beskæftigede sig med såvel teoretiske som praktiske problemstillinger.
I den europæiske middelalder dominerede skolastikken, som byggede på det aristoteliske verdensbillede.
Under renæssancen erstattede argumentation baseret på iagttagelser og forsøg atter de filosofiske spekulationer. Mange peger på Tycho Brahes banebrydende astronomiske observationer som udgangspunktet for den moderne naturvidenskab. Galileo Galilei anses dog af mange som grundlæggeren af den naturvidenskabelige metode. For første gang var der en person, som argumenterede for og kunne demonstrere, at verden er heliocentrisk og ikke, som Kirken anbefalede det, geocentrisk.
I oplysningstiden blev flere af de klassiske naturvidenskabsdiscipliner grundlagt og opgøret med de religiøse dogmers indflydelse på naturvidenskaben fuldbragt.
Op igennem 1800-tallet, nærmest eksploderede den naturvidenskabelige viden, og omkring år 1900 var mange af den opfattelse at den menneskelige viden om naturen i det store hele nu var fuldstændig. Ibrugtagningen af forbedrede måleapparater, ledte imidlertid til opdagelsen af helt nye naturfænomener, som viste at det langt fra var tilfældet. Op igennem det 20. århundrede er der sket banebrydende fremskridt på snart sagt alle naturvidenskabelige felter.

## Naturvidenskabelig metode
Naturvidenskab har til opgave at forklare hvordan og hvorfor naturen er indrettet som den er. Forklaringerne skal dog tilvejebringes ved hjælp af den naturvidenskabelige metode for at være acceptable. Det er en særlig arbejdsmetode, som tager sigte på at give en objektiv beskrivelse af og forklaring på fænomener og processer i naturen. Det betyder at resultaterne er logisk sammenhængende og kan efterprøves ved hjælp af eksperimenter og observationer. De forklaringer og svar som naturvidenskaben giver, er derfor i vid udstrækning upersonlige og kulturneutrale, og dermed objektive.
Naturvidenskab bygger på et samspil mellem empiri og teori. På baggrund af tidligere iagttagelser og undersøgelser opstilles en hypotese. Denne gøres til genstand for eksperimentel afprøvning.
Strider forsøgsresultaterne med hypotesens forudsigelser, er den falsificeret (modbevist) og må modificeres eller begrænses i sit gyldighedsområde.
I modsat fald er hypotesen ikke verificeret i streng forstand, men blot empirisk underbygget (man siger at der foreligger evidens).
Reproducerbarhed af de opnåede resultater er endvidere et ufravigeligt krav i naturvidenskab.
Efter lang tid uden falsifikation kan en hypotese ophøjes til en teori, regel eller lov, selv om denne stadig risikerer at blive modbevist af fremtidige eksperimenter eller observationer.
Med andre ord regnes induktion (dvs. slutning fra enkelttilfælde til generel sammenhæng) ikke for en gyldig måde at tilvejebringe sikker naturvidenskabelig viden på. Historien rummer talrige eksempler på at påstande om naturen som i lang tid har været regnet for kendsgerninger, viser sig ikke at være det. F.eks. blev det med opdagelsen af næbdyret fastslået, at der i strid med den hidtil gældende taksonomi findes dyr som både dier og lægger æg.
Visse naturvidenskabelige hypoteser kan være vanskelige at undersøge eksperimentelt. Dette gælder f.eks. teorien om kontinentalpladedriften. I sådanne tilfælde kræver man i stedet at hypotesen forklarer de kendte sider af det fænomen som den udtaler sig om, herunder at der ikke findes observationer som strider imod den, samt at der ikke findes en simplere hypotese med samme egenskaber. Er disse krav opfyldt ophøjes hypotesen til en teori. Sidstnævnte princip er kendt som Occams ragekniv.
Moderne naturvidenskabelige teorier gør i vid udstrækning brug af matematiske modeller. Medens kvalitative udsagn om naturen meget vel lader sig formulere i et sprog der ligger tæt på hverdagssproget, har matematisk sprogbrug vist sig at være en enorm styrke, når det gælder kvantitative udsagn.
Bevæbnet med fx måledata og regnetekniske hjælpemidler, går den naturvidenskabelige forsker på jagt efter sammenhænge. I første omgang lykkes det typisk at godtgøre en korrelation mellem observerede størrelser, men fuldt tilfredsstillende er en teori først når samvariationen udtrykkes som en kausalitet, altså når man kan pege på den årsagssammenhæng som kontrollerer et fænomen.
Ved oversættelsen mellem virkelighed og model er det ofte nødvendigt at gøre simplificerende antagelser. Denne idealisering, hvor man fokuserer på den dominerende effekt og negligerer sideeffekter, har ofte bragt naturvidenskaben fremad. Inden for fysikken gælder det f.eks. Galileis erkendelse af at luftmodstand forstyrrer (hæmmer) den ideale bevægelse som legemer udfører under indflydelse af tyngdekraften.